# Nové Hvězdlice
Vesnice Nové Hvězdlice je součástí městyse Hvězdlice od roku 1964. První písemná zmínka pochází ze 14. století kdy byl pánem části Hvězdlic Vojtěch z Cimburka.

## Historie
První písemná zmínka pochází z roku 1353 kdy Bernard z Cimburka prodal nevlastnímu bratru Albrechtovi Vranovci z Cimburka tvrz a městečko Hvězdlice.

## Obyvatelstvo

### Struktura
Vývoj počtu obyvatel za celou obec i za jeho jednotlivé části uvádí tabulka níže, ve které se zobrazuje i příslušnost jednotlivých částí k obci či následné odtržení.
| Místní části   | Místní části        | 1869 | 1880 | 1890 | 1900 | 1910 | 1921 | 1930 | 1950 | 1961 | 1970 | 1980 | 1991 | 2001 | 2011 |
| -------------- | ------------------- | ---- | ---- | ---- | ---- | ---- | ---- | ---- | ---- | ---- | ---- | ---- | ---- | ---- | ---- |
| Počet obyvatel | část Nové Hvězdlice | 641  | 790  | 797  | 838  | 851  | 818  | 902  | 739  | 788  | 722  | 641  | 594  | 588  | 515  |
| Počet domů     | část Nové Hvězdlice | 131  | 134  | 142  | 144  | 166  | 176  | 200  | 211  | 188  | 176  | 151  | 180  | 190  | 193  |

## Pamětihodnosti
- Farní kostel svatého Jakuba
- barokní zámek Nové Hvězdlice, vybudovaný roku 1712 jako letní sídlo brněnských augustiniánů

## Rodáci a významné osobnosti
- Jan Konečný (1860–1914), starosta obce, zemský poslanec
- Jan Venhuda (1865–1931), lékař, starosta města Vyškov